# Corb marí guaner
El corb marí guaner (Phalacrocorax bougainvilliorum) és una espècie d'ocell de la família dels falacrocoràcids (Phalacrocoracidae). També s'ha conegut amb el nom científic de Phalacrocorax bougainvilli o dins el gènere Leucocarbo com Leucocarbo bougainvilli.

## Hàbitat i distribució
Habita illots costaners des del nord del Perú fins al centre de Xile, i al sud-est de l'Argentina.